# Relations entre Anguilla et l'Union européenne
 (Février 2020).
Les relations entre Anguilla et l'Union européenne reposent sur le fait que Anguilla est un pays et territoire d'outre-mer de l'Union européenne (c'est-à-dire, un territoire d'un État membre situé hors de l'Union européenne).
Le fonds européen de développement attribue une aide budgétaire et sectorielle à l'infrastructure, notamment en matière de transport aérien.

## Exceptions aux politiques communautaires
| États membres et territoires | Dans l'Union ? | Application du droit de l’Union | Exécutoire devant les tribunaux | Euratom | Citoyenneté de l'Union | Élections du Parlement | Espace Schengen | Espace TVA | Territoire douanier de l’Union | Marché commun européen | Zone euro |
| ---------------------------- | -------------- | ------------------------------- | ------------------------------- | ------- | ---------------------- | ---------------------- | --------------- | ---------- | ------------------------------ | ---------------------- | --------- |
| Anguilla                     | Non            | Application minimale (PTOM)     | Non                             | Oui     | Oui                    | Non                    | Non             | Non        | Non                            | Application partielle  | Non (XCD) |

## Sources

## Compléments